# Utof

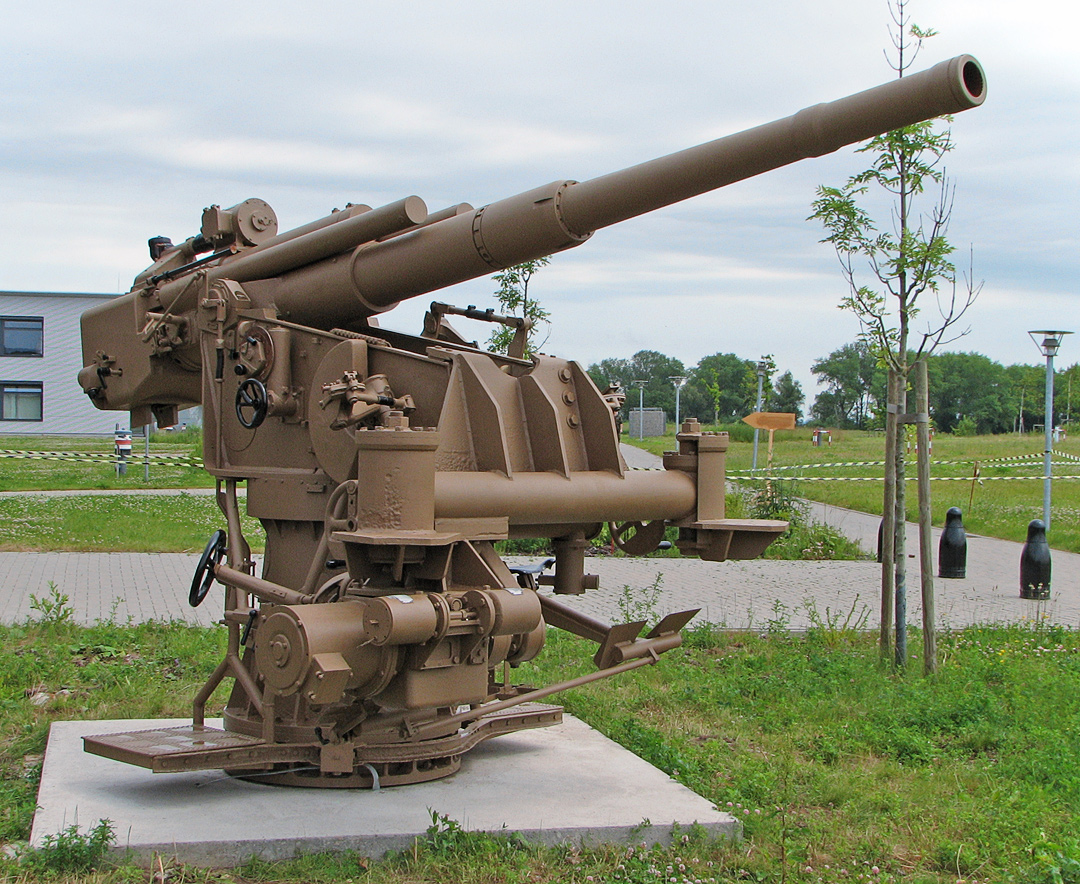
Schiffsgeschütz: 10,5 cm SK C/32 L/45

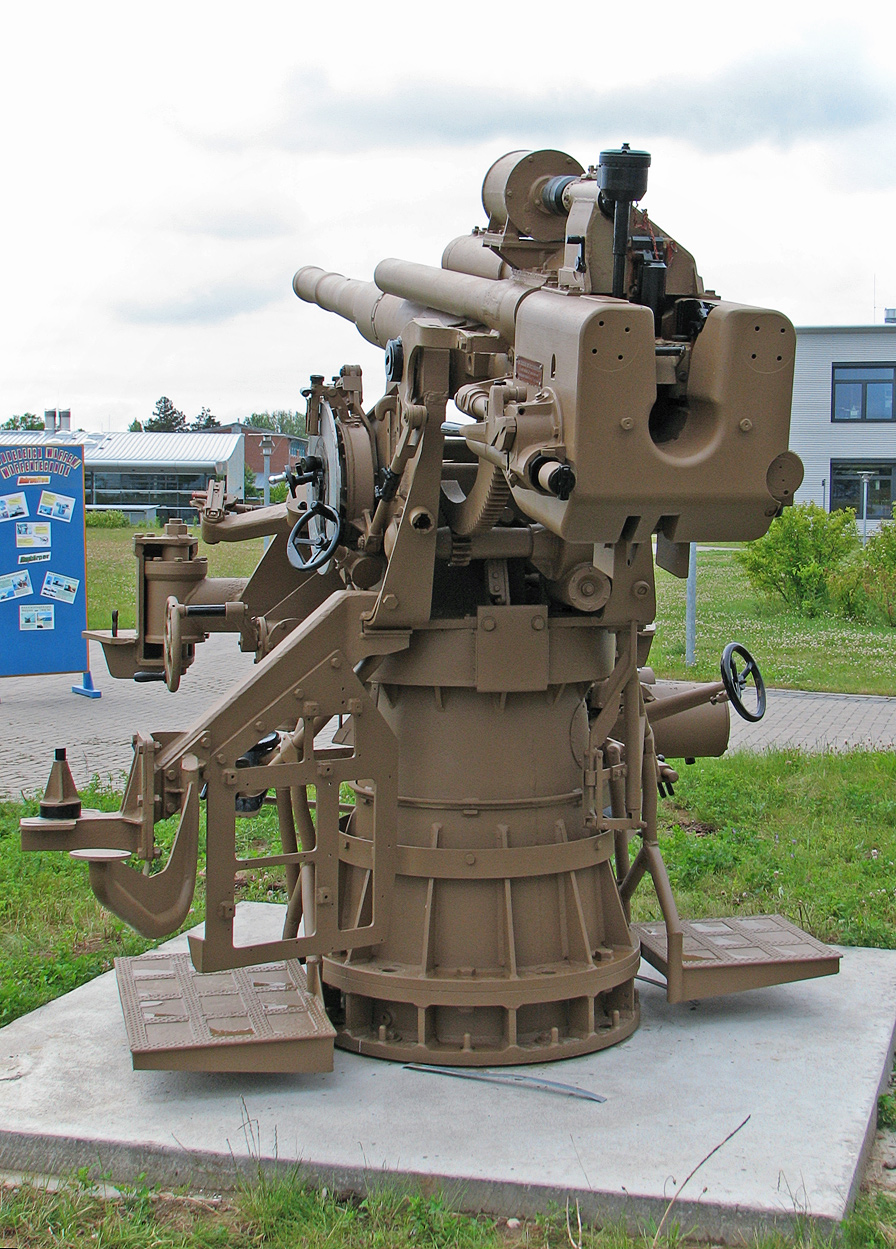
Schiffsgeschütz: 10,5 cm SK C/32 L/45

Utof (U-Boot- und Torpedoboot-Flugabwehr-Kanone) ist die Abkürzung für eine Geschütz-Klasse der deutschen Marine. Diese waren im Ersten und Zweiten Weltkrieg speziell für den Einsatz auf hoher See konstruiert und möglichst leicht gebaut. Nachdem anfänglich die Nutzung im Handelskrieg im Vordergrund stand, gewann im Lauf der Konflikte die Funktion der Flugabwehr immer mehr an Bedeutung.

## Geschichte
Vor dem Ersten Weltkrieg wurde von der Kaiserlichen Marine die beiden Unternehmen Krupp und Rheinmetall angeregt, eine U-Boots-Bewaffnung zu schaffen, da die allgemeine Leistungssteigerung bei den U-Booten dies bald ermöglichen würde. Beginnend mit U-19, welches mit einer 8,8-cm-Utof bestückt wurde, erhielten deutsche U-Boote eine solche Bewaffnung.
Die Bezeichnung richtete sich nur teils nach dem eigentlichen Geschütz, vielmehr bezeichnete diese ihre Lafette, die wegen ihrer schmalen Form und vor allem leichteren Bauart auf den Decks von U-Booten, frühen Torpedobooten und anderen kleinen Booten (z. B. Minensuchbooten) montiert werden konnte.
Zu Beginn des Ersten Weltkrieges gelang es noch, einige Schiffe mit den 8,8-cm-Geschützen und dem klassischen Schuss vor den Bug zu stoppen. Auch war das Versenken kleinerer Schiffe und Boote mit einer solchen Waffe anstelle eines Torpedos kostengünstiger für die heimische Kriegswirtschaft. Doch im Laufe des Konflikts begannen bewaffnete Handelsschiffe zurückzuschießen und die empfindlichen U-Boote waren schnell in großer Gefahr. Deshalb erhöhte man mit größeren Kalibern den Abstand zum Gegner.
Später erhöhte sich die Gefahr durch anfänglich noch langsam fliegende Bomber. Mit der gestiegenen Leistungsfähigkeit von kleineren Flugzeugen im Zweiten Weltkrieg wurde auch die Abwehr von schnell- und tieffliegenden Angreifern wichtiger, umso mehr, als bis zur Einführung der U-Boote vom Typ XXI als echten Tauchbooten überwiegend im Dieselbetrieb an der Oberfläche gefahren wurde. An dieser Stelle wurden die Utof-Geschütze von speziellen leichten Flaks für U-Boote abgelöst.

## Entwicklung
Zu Beginn der U-Boot-Entwicklung um 1907, als die ersten U-Boote eingeführt wurden, hatte man Bedenken wegen des möglichen Fahrtwiderstandes einer großen Waffe auf dem Aufbau bei Unterwasserfahrt. Die ersten U-Boot-Kanonen waren Geschütze die zur Fahrt mit Gelenken niedergelegt werden konnten. Sowohl Rheinmetall als auch Krupp konstruierten Lösungen. Dabei stellte Krupp eine 860 kg schwere 7,5-cm-U-Boot-Kanone vor, die von drei Mann bedient werden konnte und für die Fahrt in einem geschlossenen Stauraum untergebracht war.
Doch zeigten Versuche keinen wirklichen Vorteil und feste Sockel, die in den Kriegsjahren 1916 und 1917 nochmals verbessert wurden, waren als stabilere Lösung befunden worden.

## Einsatz

### Erster Weltkrieg
Als Marine-Standardwaffe des Ersten Weltkrieges gilt die 8,8-cm-Flak L/45 in Mittel-Pivot-Lafette C/13. Doch bevor sich dieses Geschütz schließlich sogar an Land seine Position eroberte, hatte die 8,8-cm-Utof-SK L/30, die Aufgabe des U-Boot- und Torpedoboot-Geschützes inne. Sie war zum Beispiel auf den Küstentorpedobooten der Klasse A-III verbaut.
- 8,8-cm-Utof-SK L/30: Dazu wurde die seit den 1890er Jahren in der Kaiserlichen Marine als Torpedobootsabwehrgeschütz auf Linienschiffen und Kreuzern eingesetzte 8,8-cm-Schnellladekanone L/30 auf eine schmalere Lafette gesetzt, die außerdem eine größere Höhenrichtung von bis zu 80° erlaubte und damit auch zur Fliegerabwehr taugte.
- 8,8-cm-Flak L/45 in M.P.L. C/13 :Erstmals auf der Derfflinger verbaut, hat die Waffe die Eigenschaften einer Utof, weicht aber in der Bezeichnung ab.
- 10,5-cm-Utof-SK L/45: Neben der 10,5-cm-SK L/45 (bis zu 50° Erhöhung) die als Utof-Version auf U-Booten sowie Torpedobooten eingebaut wurde,
- 15-cm-Utof L/45 C/16: Verbaut auf dem U-Kreuzer "U 155" wurde dieses Geschütz für die sehr großen U-Boote der Projekte 42 (U 135) und 45 U-Minen-Kreuzer (U 117) sowie der U-Kreuzer des Projekts 46 (U 139) und der Torpedoboote Typ 1916 (S 113) als Seezielwaffe im Kaliber 15 cm entwickelt.

### Zweiter Weltkrieg
- 8,8-cm-S.K. C/30 U in Lafette C/30 U: In den 30er Jahren als neue Bewaffnung für U-Boote entwickelt und mit den Typ-VII-Booten zum Einsatz gebracht.
- 8,8-cm-S.K. C/35 U in Lafette C/35 U: Mit einem Höhenrichtbereich von nur +30° ist diese Waffen für den Einsatz gegen Luftziele praktisch nicht zu nutzen gewesen.
- 10,5-cm-SK C/32 U in Lafette C/32 U: Im Zweiten Weltkrieg wurde die 10,5-cm-Utof-SK L/45 C/32 auf den beiden Kriegsmarine-U-Booten des Typs I und etwa 200 Booten der Baureihe des Typs IX verwendet. Ebenso wurden die verbliebenen, noch aus der Zeit des Ersten Weltkriegs stammenden, Exemplare der 10,5-cm-SK L/45 soweit modifiziert, dass sie die gleiche Munition wie die C/32 verwenden konnten.
- 10,5-cm-SK C/32 U in Lafette C/36 U: Die späteren U-Boote des Typs IX und die acht U-Boote des Typs X B erhielten die 10,5-cm-Utof SK L/45 C/36. Ab 1942 wurden diese Geschütze aufgrund von Nutzlosigkeit von den Booten entfernt, die stattdessen wegen der stark angestiegenen Gefahr durch feindliche Flugzeuge mit 2-cm oder 3,7-cm-Flak ausgerüstet wurden; die ausgebauten Geschütze wurden auf den Minensuchbooten des Typs 1940 verwendet.